# 169.ª Divisão de Infantaria (Alemanha)
A 169ª Divisão de Infantaria (em alemão:169. Infanterie-Division) foi formada no dia 28 de novembro de 1939 tendo servido principalmente na Finlândia e na Noruega.

## Comandantes
| Comandante                             | Data                                            |
| -------------------------------------- | ----------------------------------------------- |
| Generalleutnant Philipp Müller-Gebhard | 28 de Novembro de 1939 - 1 de Dezembro de 1939  |
| Generalleutnant Heinrich Kirchheim     | 1 de Dezembro de 1939 - 1 de Fevereiro de 1941  |
| Generalleutnant Kurt Dittmar           | 1 de Fevereiro de 1941 - 29 de Setembro de 1941 |
| General der Artillerie Hermann Tittel  | 29 de Setembro de 1941 - 22 de Junho de 1943    |
| Generalleutnant Georg Radziej          | 22 de Junho de 1943 - 8 de Maio de 1945         |

## Operations Officers (Ia)
| Major Herbert Deinhardt         | 5 de janeiro de 1940 - 15 de julho de 1940  |
| Major Hans Friedrich Behle      | 15 de julho de 1940 - 20 de agosto de 1941  |
| Oberstleutnant Helmut Siemoneit | 20 de agosto de 1941 - 15 de agosto de 1944 |
| Oberstleutnant Helmut Schuon    | 25 de agosto de 1944 - 1945                 |

## Área de Operações
| Alemanha            | novembro de 1939 - maio de 1940  |
| França              | maio de 1940 - junho de 1941     |
| Noruega & Finlândia | junho de 1941 - novembro de 1944 |
| Noruega             | novembro de 1944 - abril de 1945 |
| Leste da Alemanha   | abril de 1945 - maio de 1945     |

## Serviço de Guerra
| Data            | Corpo                     | Exército                 | Grupo de Exércitos | Lugar                 |
| --------------- | ------------------------- | ------------------------ | ------------------ | --------------------- |
| Dez 39 - Abr 40 | Sendo criado              |                          |                    | Offenbach             |
| Mai 40          | OKH-Reserva               |                          |                    | Alzey                 |
| Jun 40          | XXXXVI Corpo de Exército  | 16º Exército             | A                  | Trier                 |
| Jul 40          | XXXXVI Corpo de Exército  | 1º Exército              | C                  | Lothringen            |
| Set 40          | XXV Corpo de Exército     | 1º Exército              | C                  | Lothringen            |
| Nov 40          | XXV Corpo de Exército     | 1º Exército              | D                  | Lothringen            |
| Dez 40          | LX Corpo de Exército      | 1º Exército              | D                  | Lothringen            |
| Jan 41          | LX Corpo de Exército      | 1º Exército              | D                  | Lothringen            |
| Mar 41          | XXXXVII Corpo de Exército | 11º Exército             | C                  | WK IX                 |
| Mai 41          | XXXXVII Corpo de Exército | 2º Panzergruppe          |                    | WK IX                 |
| Jun 41          | XXXVI Corpo de Exército   | Norwegen                 |                    | Finlândia             |
| Jan 42          | XXXVI Corpo de Exército   | Norwegen                 |                    | Finlândia             |
| Fev 42          | XXXVI Corpo de Exército   | Lappland                 |                    | Finlândia             |
| Jul 42          | XXXVI Corpo de Exército   | 20º Exército de Montanha |                    | Finlândia             |
| Jan 43          | XXXVI Corpo de Exército   | 20º Exército de Montanha |                    | Finlândia             |
| Jan 44          | XXXVI Corpo de Exército   | 20º Exército de Montanha |                    | Finlândia, Noruega    |
| Jan 45          | Narvik                    | 20º Exército de Montanha |                    | Noruega               |
| Fev 45          | XXXXIII Corpo de Exército | 20º Exército de Montanha |                    | Noruega (Abtransport) |
| Mar 45          | LXX Corpo de Exército     | 20º Exército de Montanha |                    | Noruega (Abtransport) |
| Abr 45          | XI Corpo de Exército SS   | 9º Exército              | Weichsel           | Oder                  |

## Ordem de Batalha

### 1939
- Infanterie-Regiment 378
- Infanterie-Regiment 379
- leichte Artillerie-Abteilung 230

### 1940
- Infanterie-Regiment 378
- Infanterie-Regiment 379
- Infanterie-Regiment 392
- Artillerie-Regiment 230
- Pionier-Bataillon 230
- Panzerabwehr-Abteilung 230
- Infanterie-Divisions-Nachrichten-Abteilung 230
- Infanterie-Divisions-Nachschubführer 230